# Lynchburg (Tennessee)
Pour les articles homonymes, voir Lynchburg.
La ville de Lynchburg est le siège du comté de Moore, dans l’État du Tennessee, aux États-Unis. Lors du recensement de 2010, sa population s’élevait à 6 362 habitants.
C'est la ville où le whiskey Jack Daniel's est fabriqué. Aux États-Unis, le 16 janvier 1920, la prohibition fut imposée par le 18e amendement, interdisant alors la fabrication, le transport, l'importation, l'exportation et la vente de boissons alcoolisées. Franklin D. Roosevelt leva la Prohibition en avril 1933. Cependant, le comté de Moore décida de ne pas abroger la prohibition et fut déclaré dry county. L'alcool pouvait donc y être produit, mais pas vendu. De nos jours encore, le comté de Moore reste un dry county.